# Verbundnetz
Als Verbundnetz werden räumlich große elektrisch verbundene Stromnetze bezeichnet, welche sich der Hochspannungs-Drehstrom-Übertragung (HDÜ) zur Übertragung der elektrischen Energie bedienen und die viele Kraftwerke und Verbraucher umfassen. Sie stellen den Gegenpol zu den räumlich und im Umfang kleineren Inselnetzen dar.
Durch ein Verbundnetz ergeben sich Vorteile wie:
- der lokale Unterschied zwischen Angebot und Nachfrage von Momentanleistung kann innerhalb des Verbundnetzes besser ausgeglichen werden, es muss bezogen auf die gesamte installierte Leistung weniger Regelleistung vorgehalten werden
- das Energiesystem wird stabiler, da eine bestimmte Regelstrategie verfolgt wird und so Über- und Unterkapazitäten abgefangen werden bzw. sich ausgleichen können
- durch Leistungsaustausch können Lastschwankungen kurzfristig besser ausgeregelt werden als nur durch Regelung der Kraftwerke und
- die Zuverlässigkeit des Netzes wird gesteigert.

Der Nachteil ist der im Umfang gesteigerte Aufwand für die Koordination und Regelung des gesamten Verbundes.

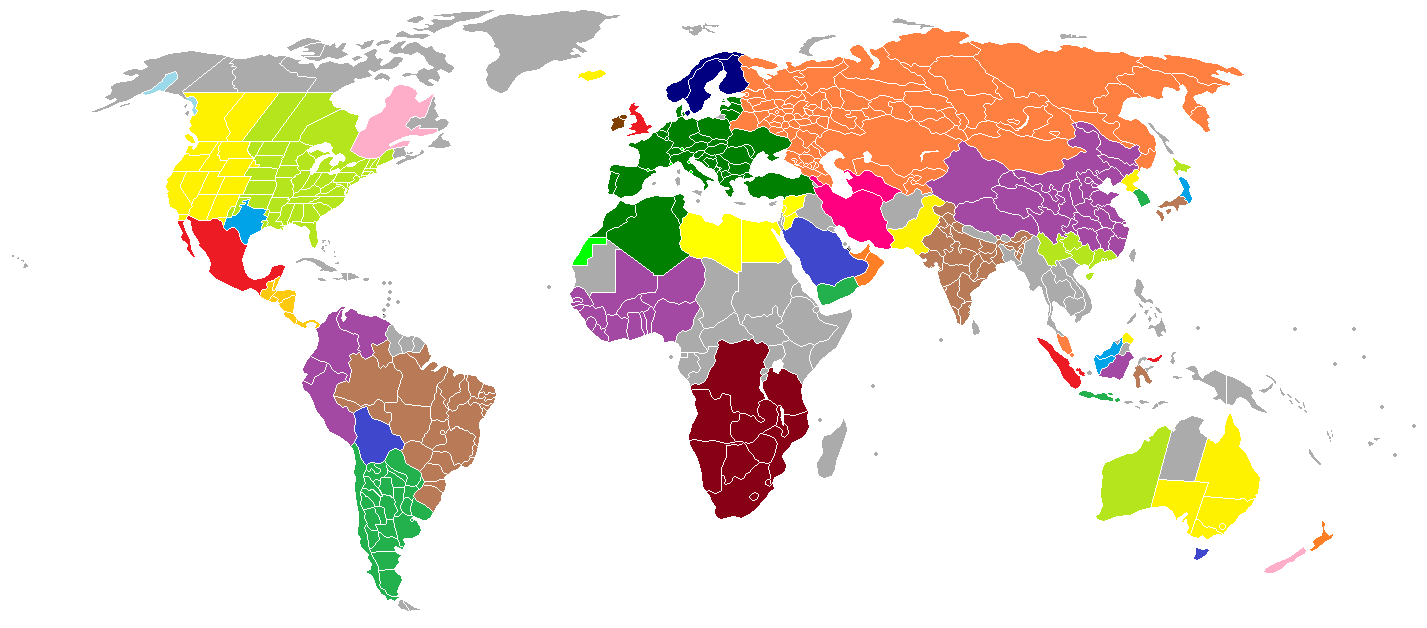
Farblich markierte Bereiche größerer synchroner Verbundnetze. Das zentraleuropäische Verbundnetz ist in Dunkelgrün und umfasst auch Regionen aus Asien und Afrika

## Allgemeines
Historisch sind Verbundnetze im Rahmen der Elektrifizierung Anfang bis Mitte des 20. Jahrhunderts durch den laufenden Zusammenschluss von einzelnen kleineren Inselnetzen hervorgegangen. Wurden diese ersten Inselnetze meist noch mit Gleichspannung betrieben, erfolgte im Rahmen des Aufbaues von Verbundnetzen auch die Umstellung auf Dreiphasenwechselspannung, da damit bei gleicher Übertragungsleistung ein geringerer Materialeinsatz nötig ist und Vorteile wie die gezielte Steuerung von Leistungsflüssen in Maschennetze möglich sind. Technisch stellen Verbundnetze große Maschennetze mit einer Vielzahl von Knoten und Maschen dar.
Elektrische Verbundnetze, die mit Dreiphasenwechselspannung betrieben werden, sind dadurch gekennzeichnet, dass alle Erzeuger in den angeschlossenen Stromnetzen synchron, d. h. mit definierter Phasenlage und folglich identischer Netzfrequenz arbeiten. Dadurch können sie direkt elektrisch zusammengeschaltet werden. Würde ein Erzeuger von der Phasenlage abweichen, so käme es zwischen ihm und dem Netz zu größeren Ausgleichsströmen, die in der Auswirkung mit elektrischen Kurzschlüssen vergleichbar sind.
Sind Stromnetze nicht miteinander synchronisierbar, beispielsweise weil die dazu nötige Regelungstechnik in den Kraftwerken und in der Leitebene in Form von Datennetzen fehlt, kann der elektrische Energieaustausch zwischen diesen Stromnetzen nur in kleinerem Umfang und mit hohem Aufwand beispielsweise durch Leistungselektronik wie Hochspannungs-Gleichstrom-Übertragung (HGÜ) bzw. durch HGÜ-Kurzkupplungen erfolgen. Weitere Möglichkeiten im kleineren Rahmen sind der Einsatz von Umformern bzw. Frequenzumformern, bestehend aus einem mechanischen Zusammenschluss von zwei rotierenden elektrischen Maschinen.
In Deutschland war die in den 1920er Jahren gebaute Nord-Süd-Leitung einer der ersten Schritte hin zu einem Verbundnetz. Während des Zweiten Weltkriegs begann RWE damit, Hochspannungsleitungen nach Belgien, in die Niederlande und nach Frankreich zu errichten und schuf damit die ersten Teile für das spätere europäische Verbundnetz.

## Afrika
- South-Western Mediterranean Block (SWMB): Zum Verbundnetz des SWMB gehören die Stromnetze von Algerien, Marokko und Tunesien.[2] Das SWMB ist seit 1997 mit dem europäischen Verbundsystem synchronisiert, als ein erstes Drehstrom-Seekabel (400 kV, 700 MW) von Spanien aus verlegt wurde. 2006 folgte ein weiteres Seekabel mit derselben Leistung, so dass die Übertragungskapazität zwischen Spanien und Marokko jetzt bei 1.400 MW liegt.[3] (siehe auch COMELEC)
- West African Power Pool (WAPP): Das Ziel des WAPP ist es, die Stromnetze der 15 Länder des westlichen Afrikas, die sich im ECOWAS zusammengeschlossen haben, in einem Verbundnetz zu vereinen. Mit Stand Juni 2015 sind aber erst die Stromnetze weniger Länder miteinander verknüpft. Neben dem Ausbau der Stromerzeugung hat daher der Bau von Übertragungsleitungen hohe Priorität.[4][5]
- Southern African Power Pool (SAPP): Zum Verbundnetz des SAPP gehören die Stromnetze von 9 der 12 Länder des südlichen Afrikas, die sich im SAPP zusammengeschlossen haben.

## Amerika

Verbundnetze in Nordamerika

### Nordamerika
In den USA und Kanada gibt es vier Verbundnetze, die alle mit derselben Netzfrequenz von 60 Hz arbeiten. Sie sind nicht miteinander synchronisiert, aber durch HGÜ miteinander verbunden.
- Eastern Interconnection
- Western Interconnection
- Québec Interconnection, (siehe auch Hydro-Québec)
- Texas Interconnection

In Mexiko betreibt die staatliche CFE ein nationales Verbundnetz. Baja California Sur ist zurzeit (Juni 2015) nicht mit dem Rest Mexikos verbunden. Es bestehen Verbindungen zur Western Interconnection (synchronisiert) als auch zur Texas Interconnection (asynchron). Darüber hinaus ist Mexiko mit dem zentralamerikanischen SIEPAC verbunden.

### Mittel- und Südamerika
In Mittelamerika gibt es SIEPAC, ein Verbundnetz zwischen sechs Staaten.
Die Länder Südamerikas betreiben entweder nationale Verbundnetze wie z. B. Brasilien, oder aber es existieren in einem Land mehrere, nicht miteinander verbundene Stromnetze wie z. B. in Chile:
- Brasilien: Das Sistema Interligado Nacional (SIN) wird vom Operador Nacional do Sistema Elétrico (ONS) betrieben. Mit Ausnahme einiger Inselnetze im Amazonasgebiet umfasst das SIN ganz Brasilien.[8][9]
- Chile: siehe Verbundnetz (Chile)

## Asien

Verbundnetze in Japan

### China
In China gibt es verschiedene Verbundnetze. Betreiber sind z. B. die State Grid Corporation und die China Southern Power Grid.

### Indien
In Indien gibt es ein landesweites Verbundnetz, das von der Power Grid Corporation of India unter dem Motto One Nation, One Grid, One frequency betrieben wird. Ursprünglich gab es fünf regionale Netze, die zunächst durch HGÜ miteinander verbunden waren. Beginnend in den 1990er Jahren wurden die Netze dann sukzessive synchronisiert. Im Dezember 2013 wurde das letzte Regionalnetz mit dem landesweiten Verbundnetz zusammengeschlossen.

### Japan
In Japan gibt es ein westliches und ein östliches Verbundnetz. Das Besondere an Japan ist, dass das östliche Verbundnetz mit 50 Hz und das westliche mit 60 Hz arbeitet. Die beiden Verbundnetze sind durch HGÜ miteinander verbunden. Es gibt zehn Stromversorger, die Gebietsmonopolisten sind – siehe Denki Jigyō Rengōkai.

### Naher Osten
- GCC Interconnection Authority (GCCIA): Die sechs Staaten des GCC haben 2001 die GCCIA gegründet, um ihre nationalen Stromnetze zu verbinden.[14] Eine Synchronisation ist aber nicht möglich, da das Stromnetz in Saudi-Arabien mit 60 Hz und die Netze der übrigen Staaten mit 50 Hz arbeiten. Deshalb wurden 2011 in einem ersten Schritt die Netze von Bahrain, Katar und Kuwait über HGÜ mit dem Netz in Saudi-Arabien verbunden.[15] Bei einer Spitzenlast von 93.781 MW konnte die installierte Leistung von 105.781 MW auf 100.726 MW verringert werden, d. h. die vorzuhaltende Reservekapazität konnte von 12.085 auf 6.945 MW nahezu halbiert werden.[16]
- South-Eastern Mediterranean Block (SEMB): Zum Verbundnetz des SEMB gehören die Stromnetze von Ägypten, Jordanien, Libanon, Libyen und Syrien.[17]

## Australien
In Australien gibt es das Verbundnetz National Electricity Market (NEM) sowie, aufgrund der Entfernungen und geringen Bevölkerungsdichte, zahlreiche Inselnetze. Das NEM deckt Teile der Bundesstaaten New South Wales, Queensland, South Australia, Tasmanien und Victoria ab. Im Bundesstaat Western Australia wird das Stromnetz South West Interconnected Network (SWIN) von Western Power betrieben.

## Europa

Verbundnetze in Europa

In Europa gibt es die folgenden Verbundnetze, die alle mit 50 Hz arbeiten:
- ATSOI, Verbundnetz in Irland (siehe auch EirGrid)
- Europäisches Verbundsystem (EV) (siehe auch UCTE und ENTSO-E)
- IPS/UPS, Verbundnetz in Russland sowie einigen angrenzenden Ländern
- NORDEL, Verbundnetz in Skandinavien
- UKTSOA, Verbundnetz in Großbritannien

Zwischen diesen Netzen bestehen folgende Verbindungen:
- NORDEL – IPS/UPS: HGÜ-Kurzkupplung Wyborg
- EV – NORDEL: mehrere Seekabel, z. B. NorNed
- EV – UKTSOA: HGÜ Cross-Channel und BritNed
- UKTSOA – ATSOI: East–West Interconnector

### Stromhandel
Innerhalb der europäischen Verbundnetze wird zwischen den Ländern Strom ausgetauscht. Im Jahr 2018 importierten bzw. exportierten die europäischen Länder folgende Strommengen (alle Angaben in Mrd. kWh):
| Land                   | Import | Export | Saldo   |
| ---------------------- | ------ | ------ | ------- |
| Österreich             | 29,393 | 19,057 | 10,336  |
| Belgien                | 21,650 | 4,313  | 17,338  |
| Bulgarien              | 2,220  | 10,029 | −7,809  |
| Schweiz                | 30,420 | 31,693 | −1,274  |
| Tschechien             | 11,562 | 24,453 | −13,891 |
| Deutschland            | 31,542 | 82,673 | −51,131 |
| Dänemark               | 15,606 | 10,413 | 5,193   |
| Spanien                | 24,014 | 12,910 | 11,104  |
| Finnland               | 23,397 | 3,459  | 19,938  |
| Frankreich             | 13,466 | 76,020 | −62,554 |
| Vereinigtes Königreich | 22,662 | 2,189  | 20,473  |
| Griechenland           | 8,552  | 2,265  | 6,288   |
| Italien                | 47,169 | 3,268  | 43,902  |
| Niederlande            | 26,818 | 18,569 | 8,223   |
| Norwegen               | 8,085  | 17,954 | −9,869  |
| Polen                  | 13,839 | 8,121  | 5,718   |
| Portugal               | 5,669  | 8,324  | −2,655  |
| Schweden               | 14,234 | 31,561 | −17,328 |

Die beiden größten Stromexporteure waren Frankreich und Deutschland; der größte Importeur war Italien.

## Kennziffern
Die folgende Tabelle gibt einen Überblick zu den wichtigsten Kennziffern einiger Verbundnetze:
| Verbundnetz  | Installierte Leistung (GW) | Spitzenlast (GW) | Jahresverbrauch (TWh) | Bevölkerung | Übertragungsnetzbetreiber | Länder |
| ------------ | -------------------------- | ---------------- | --------------------- | ----------- | ------------------------- | ------ |
| ATSOI/UKTSOA | 85                         | 66               | 400                   | 65          |                           |        |
| IPS/UPS      | 337                        | 215              | 1.285                 | 280         |                           |        |
| NORDEL       | 92,8                       | 66               | 402,6                 | 24          |                           |        |
| SAPP         | 58,4                       |                  |                       |             |                           | 9      |
| SEMB         | 35,3                       | 29,2             | 142,6                 |             |                           | 5      |
| SWMB         | 15,9                       | 11,6             | 55,6                  |             |                           | 3      |
| EV           | 587                        | 405              | 2.611                 | 450         | 33                        | 23     |